# Alfonso Reyes Cabanás
Alfonso Reyes Cabanás (Madrid, 19 settembre 1971) è un ex cestista spagnolo.
È il fratello di Felipe Reyes.

## Carriera
Con la Spagna ha disputato i Giochi olimpici di Sydney 2000, i Campionati mondiali del 2002 e cinque edizioni dei Campionati europei (1995, 1997, 1999, 2001, 2003).

## Palmarès

### Squadra
- Copa del Rey: 2

Estudiantes Madrid: 1992, 2000

#### Individuale
- MVP Coppa del Re: 1

Estudiantes: 2000